# NEW GAME
『NEW GAME』（ニュー・ゲーム）は、寺島拓篤のオリジナルアルバム。2012年6月6日にLantisから発売された。

## 概要
自身の歌手デビューアルバム。販売形態はCD+DVDの形態で販売され、リード曲「Architect」のPVと本作のメイキングを収録したDVDが同梱されている。
なおアルバム発売記念トークイベント（2012年6月16日 - 6月17日 大阪・名古屋・東京）の大阪会場で、「寺島拓篤自身の分身のキャラクターの名前募集を6月16日 - 17日の夜までにツイッター上で行う」と発表。（「#寺島アバター名」というハッシュタグ）
募集の結果、名前は「テラもん」に決定した。
本作を引っ提げたライブ『TAKUMA TERASHIMA NEW GAME -FIRST STAGE-』が2012年7月22日に赤坂BLITZで開催された。

## 収録曲
作詞：寺島拓篤（#1以外）
1. overture [1:22]
インストゥルメンタル曲。タイトルになっているNEW GAMEを反映するため、RPGのプロローグのようになっている[1]
作曲・編曲：青木繁男
2. Architect [3:42]
「喪失」と再生をテーマとした疾走感のあるバンドドサウンド調の曲で、寺島のソロデビューに対する想いが込められている[1]
作曲・編曲：工藤嶺
3. Right Rebellion [3:22]
作曲・編曲：西岡和也
正しき反逆を英訳したもので、自分の意志を曲げない人物の気持ちが熱く表現されている。そのため西岡の世界観と意気投合するような詞を作るのに苦労したという。その際たるものがラップのパートで、収録当日のタクシーの中で書き上げられた[1]。
4. nightmare [5:05]
作曲：森久保祥太郎、編曲：Devi
「悪夢に対する怒り」をテーマとした攻撃的な曲。作曲は共演する機会が多く、曲も好きな森久保が手掛けている。
5. A DAY [3:55]
作曲・編曲：山本陽介
6. あいのうた [4:04]
作曲・編曲：前山田健一
7. interlude (INST) 
作曲・編曲：青木繁男
8. DREAM GO ROUND [3:27]
作曲・編曲：村田祐一
9. フレンド [4:40]
作曲・編曲：加藤大祐
10. blue moon [5:31]
作曲・編曲：あるるかん
11. HERO [3:13]
作曲・編曲：R・O・N
12. C.M.K. 〜コズミックナイト〜 [4:11]
作曲：栗原稔・岩田アッチュ、編曲：NIRGILIS